# Démographie des Alpes-de-Haute-Provence
La démographie des Alpes-de-Haute-Provence est caractérisée par une densité faible et une population âgée qui croît depuis les années 1950.
Avec ses 167 179 habitants en 2022, le département français des Alpes-de-Haute-Provence se situe en 94e position sur le plan national.
En six ans, de 2015 à 2021, sa population s'est accrue de près de 4 300 unités, c'est-à-dire de plus ou moins 700 personnes par an. Mais cette variation est différenciée selon les 198 communes que comporte le département.
La densité de population des Alpes-de-Haute-Provence, 24,1 habitants par kilomètre carré en 2022, est quatre fois inférieure à celle de la France entière qui est de 107,1 hab./km2 pour la même année.

## Évolution démographique du département des Alpes-de-Haute-Provence
En 2022, le département comptait 167 179 habitants, en évolution de +2,84 % par rapport à 2016 (France hors Mayotte : +2,11 %).
| 1791    | 1801    | 1806    | 1821    | 1826    | 1831    | 1836    | 1841    | 1846    |
| ------- | ------- | ------- | ------- | ------- | ------- | ------- | ------- | ------- |
| 168 937 | 133 966 | 145 115 | 149 310 | 153 063 | 155 896 | 159 045 | 156 055 | 156 675 |

| 1851    | 1856    | 1861    | 1866    | 1872    | 1876    | 1881    | 1886    | 1891    |
| ------- | ------- | ------- | ------- | ------- | ------- | ------- | ------- | ------- |
| 152 070 | 149 670 | 146 368 | 143 000 | 139 332 | 136 166 | 131 918 | 129 494 | 124 285 |

| 1896    | 1901    | 1906    | 1911    | 1921   | 1926   | 1931   | 1936   | 1946   |
| ------- | ------- | ------- | ------- | ------ | ------ | ------ | ------ | ------ |
| 118 142 | 115 021 | 113 126 | 107 232 | 91 882 | 88 347 | 87 893 | 85 090 | 83 354 |

| 1954   | 1962   | 1968    | 1975    | 1982    | 1990    | 1999    | 2006    | 2011    |
| ------ | ------ | ------- | ------- | ------- | ------- | ------- | ------- | ------- |
| 84 335 | 91 843 | 104 813 | 112 178 | 119 068 | 130 883 | 139 561 | 154 501 | 160 959 |

| 2016    | 2021    | 2022    | - | - | - | - | - | - |
| ------- | ------- | ------- | - | - | - | - | - | - |
| 162 565 | 166 077 | 167 179 | - | - | - | - | - | - |

## Population par divisions administratives

### Arrondissements
Le département des Alpes-de-Haute-Provence comporte quatre arrondissements. La population se concentre principalement sur l'arrondissement de Forcalquier, qui recense 59 % de la population totale du département en 2022, avec une densité de 38,1 hab./km2, contre 29 % pour l'arrondissement de Digne-les-Bains, 7 % pour celui de Castellane et 5 % pour celui de Barcelonnette.
| Arrondissement  | Population(2022) | Variation(2022/2016)                       | Superficie(km2) | Densité(hab./km2) |
| --------------- | ---------------- | ------------------------------------------ | --------------- | ----------------- |
| Forcalquier     | 99 321           | en évolution de +3,47 % par rapport à 2016 | 2 605,4         | 38,1              |
| Digne-les-Bains | 48 726           | en évolution de +3,02 % par rapport à 2016 | 1 574           | 31                |
| Castellane      | 11 417           | en évolution de +0,12 % par rapport à 2016 | 1 718,1         | 6,6               |
| Barcelonnette   | 7 715            | en évolution de −2,02 % par rapport à 2016 | 1 027,7         | 7,5               |
| Source : Insee. |                  |                                            |                 |                   |

### Communes de plus de2 000 habitants
Sur les 198 communes que comprend le département des Alpes-de-Haute-Provence, seize ont en 2021 une population municipale supérieure à 2 000 habitants, six ont plus de 5 000 habitants et deux ont plus de 10 000 habitants : Manosque et Digne-les-Bains.
Les évolutions respectives des communes de plus de 2 000 habitants sont présentées dans le tableau ci-après.
| Commune                    | Population(2022) | Variation(2022/2016)                        | Superficie(km2) | Densité(hab./km2) |
| -------------------------- | ---------------- | ------------------------------------------- | --------------- | ----------------- |
| Manosque                   | 22 807           | en évolution de +4,29 % par rapport à 2016  | 56,73           | 402               |
| Digne-les-Bains            | 17 694           | en évolution de +9,32 % par rapport à 2016  | 117,07          | 151,1             |
| Sisteron                   | 7 776            | en évolution de +5,93 % par rapport à 2016  | 50,25           | 154,7             |
| Oraison                    | 6 042            | en évolution de +2,11 % par rapport à 2016  | 38,42           | 157,3             |
| Forcalquier                | 5 142            | en évolution de +3,54 % par rapport à 2016  | 42,76           | 120,3             |
| Château-Arnoux-Saint-Auban | 5 095            | en évolution de −1,3 % par rapport à 2016   | 18,34           | 277,8             |
| Villeneuve                 | 4 386            | en évolution de +6,04 % par rapport à 2016  | 25,55           | 171,7             |
| Pierrevert                 | 3 943            | en évolution de +5,34 % par rapport à 2016  | 27,9            | 141,3             |
| Les Mées                   | 3 992            | en évolution de +7,89 % par rapport à 2016  | 65,4            | 61                |
| Sainte-Tulle               | 3 530            | en évolution de +3,55 % par rapport à 2016  | 17,07           | 206,8             |
| Volx                       | 3 227            | en évolution de +2,35 % par rapport à 2016  | 19,52           | 165,3             |
| Valensole                  | 3 151            | en évolution de −1,38 % par rapport à 2016  | 127,77          | 24,7              |
| Gréoux-les-Bains           | 3 088            | en évolution de +18,27 % par rapport à 2016 | 69,46           | 44,5              |
| Peyruis                    | 2 796            | en évolution de −2,48 % par rapport à 2016  | 23,23           | 120,4             |
| Barcelonnette              | 2 528            | en évolution de −3,14 % par rapport à 2016  | 16,42           | 154               |
| Malijai                    | 2 019            | en évolution de +1,76 % par rapport à 2016  | 26,56           | 76                |
| Source : Insee.            |                  |                                             |                 |                   |

## Structures des variations de population

### Soldes naturels et migratoires sur la période 1968-2021
La variation moyenne annuelle est décroissante depuis les années 1970, passant de 1,0 à 0,4 %.
Le solde naturel annuel qui est la différence entre le nombre de naissances et le nombre de décès enregistrés au cours d'une même année, a baissé, passant de 0,2 à −0,3 %. La baisse du taux de natalité, qui passe de 13,2 à 8,7 ‰, n'est en fait pas compensée par une baisse du taux de mortalité, qui reste autour de 11,6 ‰, avant d'augmenter à 11,8 ‰ sur la dernière période.
Le flux migratoire est décroissant sur la période de 1968 à 2021. Il passe de 0,8 à 0,7 %. 
| Indicateurs démographiques                       | 1968 à1975 | 1975 à1982 | 1982 à1990 | 1990 à1999 | 1999 à2010 | 2010 à2015 | 2015 à2021 |
| ------------------------------------------------ | ---------- | ---------- | ---------- | ---------- | ---------- | ---------- | ---------- |
| Variation annuelle moyenne de la population en % | 1,0        | 0,9        | 1,2        | 0,7        | 1,3        | 0,2        | 0,4        |
| - due au solde naturel en %                      | 0,2        | -0,1       | 0,1        | 0,0        | -0,0       | -0,1       | -0,3       |
| - due au solde apparent des entrées sorties en % | 0,8        | 1,0        | 1,1        | 0,7        | 1,3        | 0,3        | 0,7        |
| Taux de natalité en ‰                            | 13,2       | 10,5       | 12,0       | 11,0       | 10,3       | 9,8        | 8,7        |
| Taux de mortalité en ‰                           | 11,6       | 11,7       | 11,1       | 10,9       | 10,5       | 10,6       | 11,8       |
| Source : Insee.                                  |            |            |            |            |            |            |            |

### Mouvements naturels sur la période 2014-2022
En 2014, 1 538 naissances ont été dénombrées contre 1 812 décès. Le nombre annuel des naissances a diminué depuis cette date, passant à 1 373 en 2022, indépendamment à une augmentation, mais relativement faible, du nombre de décès, avec 2 091 en 2022. Le solde naturel est ainsi négatif et diminue, passant de -274 à -718.
Pour des raisons techniques, il est temporairement impossible d'afficher le graphique qui aurait dû être présenté ici.

## Densité de population
En 2021, la densité était de 24,0 hab./km2.
| 1968 |  | 15.1 |  |

| 1975 |  | 16.2 |  |

| 1982 |  | 17.2 |  |

| 1990 |  | 18.9 |  |

| 1999 |  | 20.2 |  |

| 2010 |  | 23.1 |  |

| 2015 |  | 23.4 |  |

| 2021 |  | 24.0 |  |

## Répartition par sexes et tranches d'âges
La population du département est plus âgée qu'au niveau national.
En 2021, le taux de personnes d'un âge inférieur à 30 ans s'élève à 28,7 %, soit en dessous de la moyenne nationale (35,1 %). À l'inverse, le taux de personnes d'âge supérieur à 60 ans est de 34,2 % la même année, alors qu'il est de 26,6 % au niveau national.
En 2021, le département comptait 80 500 hommes pour 85 577 femmes, soit un taux de 51,53 % de femmes, légèrement inférieur au taux national (51,61 %).
Les pyramides des âges du département et de la France s'établissent comme suit.
| Hommes | Classe d’âge | Femmes |
| ------ | ------------ | ------ |
| 1      | 90 ou +      | 2,5    |
| 9,9    | 75-89 ans    | 12,2   |
| 21,3   | 60-74 ans    | 21,4   |
| 20,9   | 45-59 ans    | 21     |
| 16,1   | 30-44 ans    | 16,1   |
| 14,3   | 15-29 ans    | 12,2   |
| 16,5   | 0-14 ans     | 14,6   |

| Hommes | Classe d’âge | Femmes |
| ------ | ------------ | ------ |
| 0,7    | 90 ou +      | 1,9    |
| 7,0    | 75-89 ans    | 9,5    |
| 16,6   | 60-74 ans    | 17,5   |
| 20,0   | 45-59 ans    | 19,5   |
| 18,8   | 30-44 ans    | 18,3   |
| 18,3   | 15-29 ans    | 16,7   |
| 18,6   | 0-14 ans     | 16,7   |

## Répartition par catégories socioprofessionnelles
La catégorie socioprofessionnelle des retraités est surreprésentée par rapport au niveau national. Avec 33,6 % en 2021, elle est 6,8 points au-dessus du taux national (26,8 %). La catégorie socioprofessionnelle des cadres et professions intellectuelles supérieures est quant à elle sous-représentée par rapport au niveau national. Avec 6,4 % en 2021, elle est 3,7 points en dessous du taux national (10,1 %).
| Catégorie socioprofessionnelle                    | 2015    | 2015 | 2021    | 2021 | Détails de l'année 2021 | Détails de l'année 2021 | Détails de l'année 2021            | Détails de l'année 2021            | Détails de l'année 2021            |
| Catégorie socioprofessionnelle                    | Nb      | %    | Nb      | %    | Hommes                  | Femmes                  | Part en % de la population âgée de | Part en % de la population âgée de | Part en % de la population âgée de |
| Catégorie socioprofessionnelle                    | Nb      | %    | Nb      | %    | Hommes                  | Femmes                  | 15 à 24 ans                        | 25 à 54 ans                        | 55 ans ou +                        |
| ------------------------------------------------- | ------- | ---- | ------- | ---- | ----------------------- | ----------------------- | ---------------------------------- | ---------------------------------- | ---------------------------------- |
| Agriculteurs exploitants                          | 2 043   | 1,5  | 2 134   | 1,5  | 1 478                   | 656                     | 0,2                                | 2,4                                | 1,1                                |
| Artisans, commerçants, chefs d'entreprise         | 6 899   | 5,1  | 7 553   | 5,4  | 5 071                   | 2 482                   | 1,0                                | 9,2                                | 3,2                                |
| Cadres et professions intellectuelles supérieures | 7 499   | 5,5  | 8 937   | 6,4  | 4 782                   | 4 155                   | 1,1                                | 11,2                               | 3,5                                |
| Professions intermédiaires                        | 18 144  | 13,3 | 18 530  | 13,2 | 8 319                   | 10 211                  | 8,4                                | 23,7                               | 5,5                                |
| Employés                                          | 21 416  | 15,8 | 20 905  | 14,9 | 5 211                   | 15 694                  | 16,3                               | 24,9                               | 6,2                                |
| Ouvriers                                          | 14 913  | 11,0 | 14 919  | 10,6 | 12 017                  | 2 902                   | 16,3                               | 17,6                               | 3,6                                |
| Retraités                                         | 46 115  | 33,9 | 47 145  | 33,6 | 22 278                  | 24 867                  | 0,0                                | 0,2                                | 68,6                               |
| Autres personnes sans activité professionnelle    | 18 885  | 13,9 | 20 358  | 14,5 | 8 077                   | 12 281                  | 56,7                               | 10,7                               | 8,3                                |
| Ensemble                                          | 135 914 | 100  | 140 482 | 100  | 67 234                  | 73 248                  | 100                                | 100                                | 100                                |
| Sources : Insee,.                                 |         |      |         |      |                         |                         |                                    |                                    |                                    |